# Longar
Longar, kralj ilirskega Dardanskega kraljestva, ki je vladal približno od leta 231 pr. n. št. do leta 206 pr. n. št.. Datuma rojstva in smrti nista znana.
Vojskoval se je z več makedonskimi kralji in je večkrat osvojil dele Makedonije. Osvobodil je zaveznico Peonijo, s čimer si je odprl pot v Makedonijo. Longarjev vpliv je zrasel, zato se mu je pridružilo mnogo Ilirov iz Ardijejskega kraljestva.

## Vojne z Makedonci in Ardijejci
Po keltskem vdoru v Dardanijo pozimi leta 280/279 pr. n. št. za Dardance ni bilo slišati kakšna štiri destletja, morda zato, ker so odpravljali posledice keltskega razdejanja. V tem času se je dardanska država okrepila in razširila svoje meje proti severu in jugu. 
V drugi polovici 3. stoletja pr. n. št. se je ponovno začela makedonsko-dardanska vojna, ki je bila posledica osvajalskih teženj makedonskih kraljev na račun Dardanije, še bolj pa na račun Peonije. Peonci, ki so se stalno upirali Makedoncem, so zato vstopili v protimakedonsko zavezništvo z Dardanci. Podobna zavezništva so obstajala že v preteklosti, ker so imeli Dardanci vsakokrat, ko so Peonci dosegli neodvisnost, odprto pot do Makedonije. Makedonci so bili tudi pred Longarjem stalna nevarnost za dardansko  kraljestvo, dokler ni Longar   leta 231 pr. n. št. osvojil peonske prestolnice Bilazore, osvobodil Peonce in v pomembni bitki leta 229 pr. n. št. premagal makedonsko vojsko Demetrija II. Makedonskega, s čimer je prekinil makedonska prizadevanja po širitvi severnih meja.
Longar je zatem poskušal utrditi položaj svoje države. Leta 229 pr. n. št. je izkoristil vojno v Epirju, v katero se je zapletlo Tevtino Ardijejsko kraljestvo,  in je napadel ardijejsko severno mejo. Njegov vpliv v regiji se je močno okrepil, zato so se mu pridružila tudi nekatera ardijejska ilirska plemena in prisilala Tevto, da je odpoklicala svojo vojsko iz Epirja. Tevta je zatem na sever poslala Skerdilajda, ki je prisilil Dardance k umiku.  
Demetrij II. je kmalu po porazu z Dardanci umrl in Antigon Doson se je po njegovi smrti razglasil za zmagovalca nad Dardanci. K Makedoniji je priključil del Peonije in ob reki Axius, ki je bila glavna pot za vojaške pohode proti severu, ustanovil mesto Antigonijo. Dardance je pregnal z vseh ozemelj, ki so jih odvzeli Demetriju II., in v Bilazori namestil vojaško posadko. 
Ko je bil Doson leta 222 pr. n. št. na vojnem pohodu v Grčiji, je Longar napadel Makedonijo. Doson se je hitro vrnil domov in ugotovil, da Dardanci še vedno ropajo po njegovi državi. Prisilil jih je v odločilno bitko, v kateri je zmagal. Zaradi prevelikega napora med poveljevanjem in vzpodbujanjem vojakov mu je počila žila, ki je bila zanj usodna.
Longar je preziral Dosonovega naslednika Filipa V. in ga nenehno izzival. Ker se ni strinjal z nastalim položajem v Peoniji in makedonskimi zahtevami do nje, je začel leta 220/219 pr. n. št. napadati Makedonce. Ko je bil Filip leta 219 pr. n. št. na Peloponezu, je osvobodil Peonijo in njeno prestolnico Bilazoro, vendar je Filipu že leta 217 pr. n. št. uspelo ponovno osvojiti izgubljeno mesto. Izgledalo je, da je padec Bilozore pomenil konec Longarjevih groženj, vendar se to ni zgodilo. Filipu je leta 211 pr. n. št.  uspelo osvojiti dardansko mesto Sintijo, nekje jugovzhodno od sedanjega Skopja, in severni del Pelagonije. Dardanska vojska pod poveljstvom Aeropa, ki je bil najbrž pretendent na makedonski prestol, je zasedla Lihnidus. Aerop je bil očitno zadovoljen z osvojenim Lihnidom, Longar pa ne in je leta 208 pr. n. št. napadel gornjo Makedonijo. Zasedel je področje Orestide, zajel 20.000 ujetnikov in dosegel  Argestsko ravnico. Vse to mu je uspelo v zavezništvu z makedonskim sovražnikom Rimom, Skerdilajdom in Epirjem. Vojna se je nadaljevala leta 206 pr. n. št., ko je Filip ponovno poskušal izgnati Dardance z okupiranih ozemelj.

## Zapuščina
Longarju je uspelo pretvoriti Dardansko kraljestvo v vojaško silo, ki je krepko ogrožaja Makedonijo. Njegovo delo sta nadaljevala sinova Baton, ki je nasledil očeta okoli leta 206. pr. n. št.,  in Monunij.